# Gunong Panah
Gunong Panah is een bestuurslaag in het regentschap Aceh Barat van de provincie Atjeh, Indonesië. Gunong Panah telt 247 inwoners (volkstelling 2010).